# Łucja Staniczek
Łucja Staniczek (ur. 31 sierpnia 1947 w Tychach, zm. 23 sierpnia 2019 tamże) – polska nauczycielka, regionalistka, wieloletnia działaczka i wiceprezeska Związku Górnośląskiego, inicjatorka i organizatorka wielu przedsięwzięć związanych z historią i kulturą Górnego Śląska.

## Życiorys

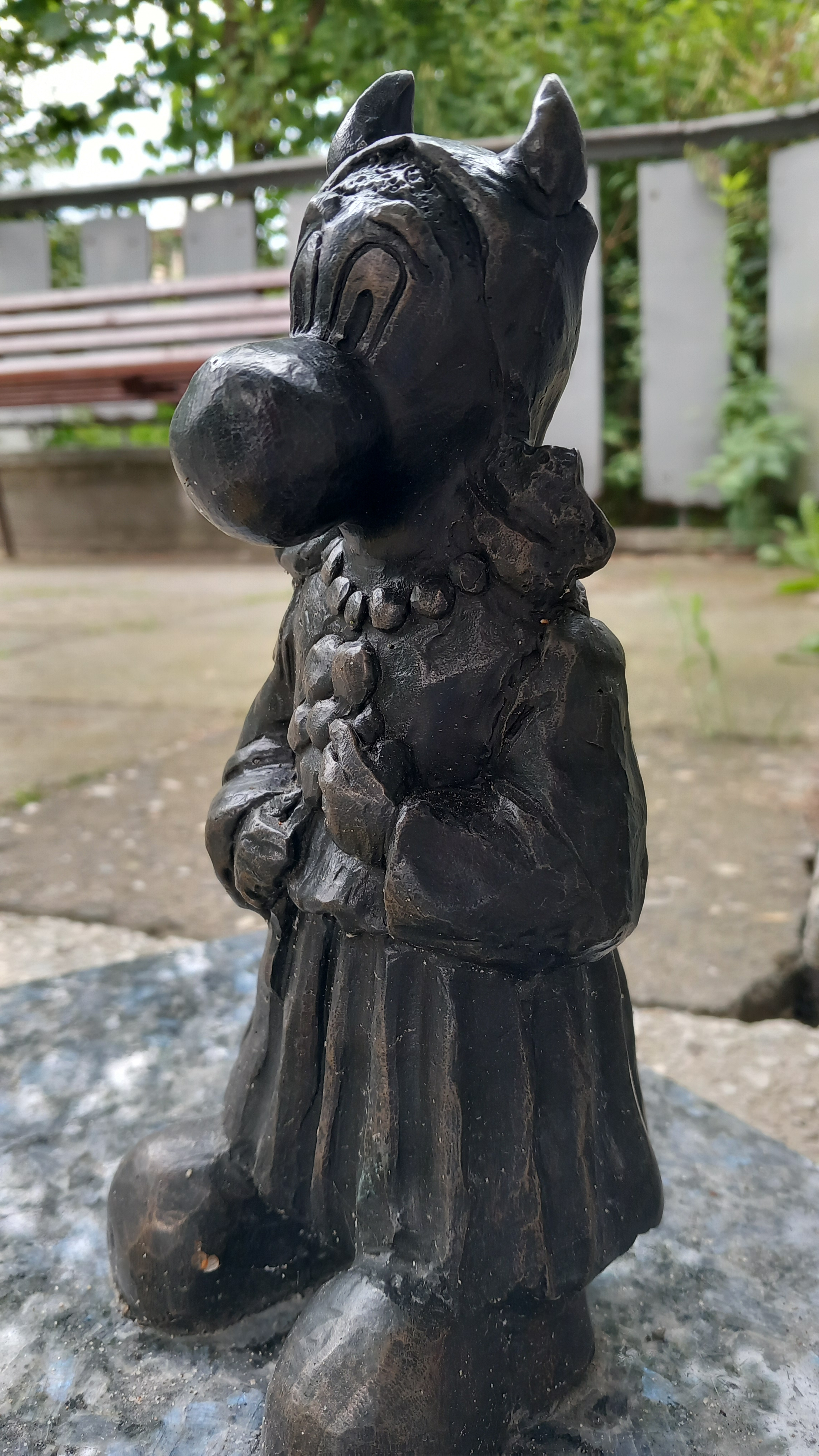
Beboczka Lusia przy Miejskim Przedszkolu 93 im. dr Łucji Staniczkowej w Katowicach, upamiętniająca dr Łucję Staniczek

Urodziła się 31 sierpnia 1947 roku w Tychach. W młodości działała w harcerstwie – należała do 81 Drużyny Harcerskiej działającej przy Szkole Podstawowej nr 11 im. Marii Curie-Skłodowskiej w Tychach. Uczęszczała do Liceum Pedagogicznego w Pszczynie. Ukończyła filologię polską na Uniwersytecie Śląskim w Katowicach oraz Podyplomowe Studium Wiedzy o Regionie w Instytucie Socjologii na tej samej uczelni.
Przez kilkadziesiąt lat pracowała jako nauczycielka języka polskiego. Była pierwszą nauczycielką w Tychach, która zajęła się edukacją regionalną. Obroniła pracę doktorską pn. Herosi i chachary: portret Górnoślązaka w literaturze i publicystyce dwudziestolecia międzywojennego. Praca ta zapisała się później jako bardzo ważna pozycja w poznawaniu historii i tradycji Górnego Śląska.
Od początku lat 90. XX wieku związana była ze Związkiem Górnośląskim. Była prezeską Bractwa Oświatowego Związku Górnośląskiego, a od 17 marca 2014 roku wiceprezeską Zarządu Głównego Związku Górnośląskiego. Była organizatorką oraz realizowała wiele przedsięwzięć związanych z upowszechnieniem historii i kultury Górnego Śląska, m.in. Ogólnopolski Konkurs Krasomówczy im. Wojciecha Korfantego, Forum Nauczycieli Regionalistów, Śląski Turniej Debat Oksfordzkich, Olimpiadę Wiedzy o Górnym Śląsku, Regionalny Przegląd Pieśni „Śląskie Śpiewanie” czy miesięcznik „Górnoślązak”.
W 2006 roku kandydowała bezskutecznie w wyborach samorządowych do Rady Miasta Tychy z list KWW Prezydenta Andrzeja Dziuby. W latach 2013–2017 była członkinią Rady Muzeum przy Muzeum Miejskim w Tychach.
Zmarła 23 sierpnia 2019 roku w Tychach. Jej pogrzeb odbył się 28 sierpnia w kościele św. Marii Magdaleny w Tychach.
Całe życie związana była z Tychami. Była zamężna, miała czwórkę dzieci, trzech synów i córkę Magdalenę.

## Nagrody i wyróżnienia
- Nagroda im. Wojciecha Korfantego (2013)[1]
- Nagroda Marszałka Województwa Śląskiego za upowszechnianie i ochronę dóbr kultury (2013) – za upowszechnianie edukacji regionalnej[11]

## Upamiętnienie
- Dom Śląski im. Łucji Staniczkowej – siedziba Związku Górnośląskiego przy ulicy P. Stalmacha 17 w Katowicach (2021)[1]
- Miejskie Przedszkole 93 im. dr Łucji Staniczkowej w Katowicach wraz z figurką beboczki o imieniu Lusia (2024)[12]
- Nagroda im. Łucji Staniczkowej, ustanowiona w 2022 roku przez Związek Górnośląski[13]